# Todd Coffey
Pour les articles homonymes, voir Coffey.
Justin Todd Coffey (né le 9 septembre 1980 à Forest City, Caroline du Nord, États-Unis) est un lanceur de relève droitier des Ligues majeures de baseball. Il est présentement sous contrat avec les Mariners de Seattle.

## Carrière

### Reds de Cincinnati
Todd Coffey est drafté le 2 juin 1998 par les Reds de Cincinnati. Il débute en Ligue majeure le 19 avril 2005.
Il passe un peu plus de trois saisons chez les Reds. Il est beaucoup utilisé en 2006 alors qu'il joue 81 parties, soit un match sur deux de son équipe. Sa moyenne de points mérités s'élève à 3,58 en 78 manches au monticule et, à l'occasion employé comme stoppeur, il enregistre huit sauvetages.

### Brewers de Milwaukee
Les Brewers de Milwaukee reprennent le contrat de Todd Coffey le 10 septembre 2008. Il s'avère un releveur particulièrement efficace en 2009 avec une moyenne de points mérités de seulement 2,90 en 83 manches et deux tiers lancées. Les Brewers l'envoient lancer dans 78 parties cette année-là. Coffey est crédité de 4 victoires, contre 4 défaites.

### Nationals de Washington
Coffey devient agent libre le 2 décembre 2010. Le 24 janvier 2011, Coffey signe un contrat d'un an pour 1,35 million de dollars avec les Nationals de Washington. Il présente une moyenne de points mérités de 3,62 en 59 manches et deux tiers lancées pour les Nationals, qui l'envoient au monticule à 69 reprises en 2011. Coffey remporte cinq victoires contre une défaite.

### Dodgers de Los Angeles
Le 3 février 2012, il signe pour un an avec les Dodgers de Los Angeles. Il affiche une moyenne de points mérités de 4,66 en 19 manches et un tiers lancées dans 23 parties des Dodgers en 2012, avec une victoire. En juillet, il doit subir une opération de type Tommy John pour une blessure au coude. 

### Mariners de Seattle
Après avoir été forcé à l'inactivité toute l'année 2013 et avoir perdu son contrat avec les Dodgers, Coffey rejoint les Mariners de Seattle le 22 mai 2014.